# Amamoto Hideyo
Amamoto Hideyo (天本 英世 2 tháng 1 năm 1926 – 23 tháng 3 năm 2003) là một diễn viên người Nhật bản từ Kitakyūshū. Ông được biết đến vì có vai diễn Shiginami trong loạt phim Kamen Rider và các nhân vật các trong các phim tokusatsu. Ông qua đời vào ngày 23 tháng 3 năm 2003 vì bệnh sưng phổi.